# Ченцов Ігор Панасович
Ігор Панасович Ченцов (? — ?) — український радянський діяч, шахтар, секретар партійного комітету шахти імені газети «Социалистический Донбасс» виробничого об'єднання «Донецьквугілля». Кандидат у члени ЦК КПУ в лютому 1976 — лютому 1981 року.

## Біографія
Працював шахтарем.
Член КПРС з 1965 року.
На 1975—1976 роки — секретар партійного комітету шахти імені газети «Социалистический Донбасс» виробничого об'єднання «Донецьквугілля» у місті Донецьку.

## Нагороди
- ордени
- медалі
- Почесна грамота Президії Верховної Ради Української РСР (23.01.1976)